# کریم‌آباد (زاغه)
کریم‌آباد روستایی در دهستان رازان بخش زاغه شهرستان خرم‌آباد استان لرستان ایران است.

## جمعیت
بر پایه سرشماری عمومی نفوس و مسکن در سال ۱۳۹۵ جمعیت این روستا ۹ نفر (۴خانوار) بوده‌است.